# Liste des monuments historiques protégés en 2014
Cet article recense les immeubles protégés au titre des monuments historiques en 2014, en France,.

## Protections
| Édifice                                                                                     | Commune                                    | Département              | Région                     | Protection | Base Mérimée                         | Coordonnées                         | Image             |
| ------------------------------------------------------------------------------------------- | ------------------------------------------ | ------------------------ | -------------------------- | ---------- | ------------------------------------ | ----------------------------------- | ----------------- |
| Abbaye Notre-Dame d'Ambronay                                                                | Ambronay                                   | Ain                      | Auvergne-Rhône-Alpes       | inscrit    | « PA00116291 », notice no PA00116291 | 46° 00′ 24″ nord, 5° 21′ 42″ est    |                   |
| Maison haute d'Ornex                                                                        | Ornex                                      | Ain                      | Auvergne-Rhône-Alpes       | inscrit    | « PA01000039 », notice no PA01000039 | 46° 16′ 15″ nord, 6° 05′ 46″ est    |                   |
| Colonne commémorative de Montmirail                                                         | Marchais-en-Brie                           | Aisne                    | Hauts-de-France            | inscrit    | « PA02000082 », notice no PA02000082 | 48° 53′ 09″ nord, 3° 30′ 32″ est    |                   |
| Camp fortifié dit "Wolfschlucht 2"                                                          | Laffaux, Margival et Neuville-sur-Margival | Aisne                    | Hauts-de-France            | inscrit    | « PA02000083 », notice no PA02000083 | 49° 26′ 53″ nord, 3° 24′ 34″ est    |                   |
| Oppidum de Mondrepuis                                                                       | Mondrepuis                                 | Aisne                    | Hauts-de-France            | inscrit    | « PA02000084 », notice no PA02000084 | 49° 57′ 09″ nord, 4° 03′ 33″ est    |                   |
| Abbaye de Saint-Michel                                                                      | Saint-Michel                               | Aisne                    | Hauts-de-France            | classé     | « PA00115904 », notice no PA00115904 | 49° 55′ 39″ nord, 4° 08′ 05″ est    |                   |
| Château de la Pilule                                                                        | Saint-Quentin                              | Aisne                    | Hauts-de-France            | inscrit    | « PA02000085 », notice no PA02000085 | 49° 51′ 37″ nord, 3° 18′ 24″ est    |                   |
| Abbaye Saint-Jean-des-Vignes                                                                | Soissons                                   | Aisne                    | Hauts-de-France            | inscrit    | « PA00115938 », notice no PA00115938 | 49° 22′ 32″ nord, 3° 19′ 26″ est    |                   |
| Église Sainte-Arige                                                                         | Roquestéron                                | Alpes-Maritimes          | Provence-Alpes-Côte d'Azur | inscrit    | « PA06000046 », notice no PA06000046 | 43° 52′ 26″ nord, 7° 00′ 21″ est    |                   |
| Usine La Macérienne                                                                         | Charleville-Mézières                       | Ardennes                 | Grand Est                  | inscrit    | « PA08000014 », notice no PA08000014 | 49° 45′ 45″ nord, 4° 42′ 47″ est    |                   |
| Chapelle Notre-Dame-de-Pitié de Seix                                                        | Seix                                       | Ariège                   | Occitanie                  | inscrit    | « PA09000027 », notice no PA09000027 | 42° 51′ 48″ nord, 1° 12′ 00″ est    |                   |
| Église Saint-Étienne de Seix                                                                | Seix                                       | Ariège                   | Occitanie                  | inscrit    | « PA00093918 », notice no PA00093918 | 42° 51′ 50″ nord, 1° 12′ 04″ est    |                   |
| Château de Chavaudon                                                                        | Marcilly-le-Hayer                          | Aube                     | Grand Est                  | inscrit    | « PA10000032 », notice no PA10000032 | 48° 19′ 19″ nord, 3° 37′ 38″ est    |                   |
| Église Notre-Dame des Carmes                                                                | Carcassonne                                | Aude                     | Occitanie                  | inscrit    | « PA11000047 », notice no PA11000047 | 43° 12′ 56″ nord, 2° 21′ 08″ est    |                   |
| Abbaye Saint-Pierre-Saint-Paul de Caunes-Minervois                                          | Caunes-Minervois                           | Aude                     | Occitanie                  | classé     | « PA00102638 », notice no PA00102638 | 43° 19′ 34″ nord, 2° 31′ 38″ est    |                   |
| village de vacances « Les Carrats »                                                         | Leucate                                    | Aude                     | Occitanie                  | inscrit    | « PA11000048 », notice no PA11000048 | 42° 51′ 53″ nord, 3° 02′ 41″ est    |                   |
| Église des Carmes de Narbonne                                                               | Narbonne                                   | Aude                     | Occitanie                  | inscrit    | « PA11000046 », notice no PA11000046 | 43° 11′ 03″ nord, 3° 00′ 01″ est    |                   |
| Abbaye                                                                                      | Le Monastère                               | Aveyron                  | Occitanie                  | inscrit    | « PA12000052 », notice no PA12000052 | 44° 20′ 35″ nord, 2° 34′ 37″ est    |                   |
| Église Saint-Etienne et Saint-Blaise du Monastère                                           | Le Monastère                               | Aveyron                  | Occitanie                  | inscrit    | « PA12000053 », notice no PA12000053 | 44° 20′ 34″ nord, 2° 34′ 42″ est    |                   |
| Église Saint-Martin d'Ayguebonne                                                            | Montjaux                                   | Aveyron                  | Occitanie                  | inscrit    | « PA12000054 », notice no PA12000054 | 44° 04′ 29″ nord, 2° 54′ 40″ est    |                   |
| Grand Hôtel Le Broussy                                                                      | Rodez                                      | Aveyron                  | Occitanie                  | inscrit    | « PA12000055 », notice no PA12000055 | 44° 21′ 03″ nord, 2° 34′ 20″ est    |                   |
| Cité ouvrière d'Erstein                                                                     | Erstein                                    | Bas-Rhin                 | Grand Est                  | inscrit    | « PA67000091 », notice no PA67000091 | 48° 25′ 11″ nord, 7° 39′ 34″ est    |                   |
| Chapelle de Laubenheim                                                                      | Mollkirch                                  | Bas-Rhin                 | Grand Est                  | inscrit    | « PA00084792 », notice no PA00084792 | 48° 29′ 36″ nord, 7° 23′ 06″ est    |                   |
| Grange aux dîmes                                                                            | Rosheim                                    | Bas-Rhin                 | Grand Est                  | inscrit    | « PA67000092 », notice no PA67000092 | 48° 29′ 46″ nord, 7° 28′ 14″ est    |                   |
| Café Brant                                                                                  | Strasbourg                                 | Bas-Rhin                 | Grand Est                  | inscrit    | « PA67000094 », notice no PA67000094 | 48° 35′ 09″ nord, 7° 45′ 42″ est    |                   |
| Hôtel Magnus                                                                                | Strasbourg                                 | Bas-Rhin                 | Grand Est                  | inscrit    | « PA67000093 », notice no PA67000093 | 48° 35′ 23″ nord, 7° 44′ 42″ est    |                   |
| Presbytère catholique                                                                       | Villé                                      | Bas-Rhin                 | Grand Est                  | inscrit    | « PA67000095 », notice no PA67000095 | 48° 20′ 33″ nord, 7° 18′ 02″ est    |                   |
| Hôtel de Venel                                                                              | Aix-en-Provence                            | Bouches-du-Rhône         | Provence-Alpes-Côte d'Azur | classé     | « PA13000067 », notice no PA13000067 | 43° 31′ 50″ nord, 5° 26′ 47″ est    |                   |
| Église des Dominicains ou frères Prêcheurs                                                  | Arles                                      | Bouches-du-Rhône         | Provence-Alpes-Côte d'Azur | inscrit    | « PA00081133 », notice no PA00081133 | 43° 40′ 43″ nord, 4° 37′ 33″ est    |                   |
| Ancien couvent des Grands-Augustins,                                                        | Arles                                      | Bouches-du-Rhône         | Provence-Alpes-Côte d'Azur | inscrit    | « PA13000074 », notice no PA13000074 | 43° 40′ 32″ nord, 4° 37′ 21″ est    |                   |
| Pont suspendu sur la Durance                                                                | Mallemort                                  | Bouches-du-Rhône         | Provence-Alpes-Côte d'Azur | classé     | « PA00081320 », notice no PA00081320 | 43° 44′ 15″ nord, 5° 10′ 28″ est    |                   |
| Cimetière Saint-Pierre                                                                      | Marseille                                  | Bouches-du-Rhône         | Provence-Alpes-Côte d'Azur | inscrit    | « PA13000071 », notice no PA13000071 | 43° 17′ 22″ nord, 5° 24′ 54″ est    |                   |
| Les Eyrascles                                                                               | Maussane-les-Alpilles                      | Bouches-du-Rhône         | Provence-Alpes-Côte d'Azur | inscrit    | « PA13000072 », notice no PA13000072 | 43° 42′ 56″ nord, 4° 51′ 00″ est    |                   |
| Mas de Panisse                                                                              | Tarascon                                   | Bouches-du-Rhône         | Provence-Alpes-Côte d'Azur | inscrit    | « PA13000073 », notice no PA13000073 | 43° 46′ 40″ nord, 4° 40′ 28″ est    |                   |
| Grand Hôtel                                                                                 | Cabourg                                    | Calvados                 | Normandie                  | inscrit    | « PA14000107 », notice no PA14000107 | 49° 17′ 38″ nord, 0° 06′ 57″ ouest  |                   |
| Station radar de Douvres-la-Délivrande                                                      | Douvres-la-Délivrande                      | Calvados                 | Normandie                  | inscrit    | « PA14000108 », notice no PA14000108 | 49° 17′ 11″ nord, 0° 24′ 13″ ouest  |                   |
| Église Saint-Aubin de Bray-en-Cinglay                                                       | Fontaine-le-Pin                            | Calvados                 | Normandie                  | inscrit    | « PA00111343 », notice no PA00111343 | 48° 58′ 58″ nord, 0° 17′ 59″ ouest  |                   |
| Domaine de l'Abrègement                                                                     | Bioussac                                   | Charente                 | Nouvelle-Aquitaine         | inscrit    | « PA16000056 », notice no PA16000056 | 46° 01′ 44″ nord, 0° 16′ 48″ est    |                   |
| Château Saint-Martial                                                                       | Jarnac                                     | Charente                 | Nouvelle-Aquitaine         | inscrit    | « PA16000057 », notice no PA16000057 | 45° 40′ 43″ nord, 0° 10′ 08″ ouest  |                   |
| Château de Nieuil                                                                           | Nieuil                                     | Charente                 | Nouvelle-Aquitaine         | inscrit    | « PA16000058 », notice no PA16000058 | 45° 52′ 52″ nord, 0° 31′ 15″ est    |                   |
| Loge maçonnique l'Accord Parfait                                                            | Rochefort                                  | Charente-Maritime        | Nouvelle-Aquitaine         | classé     | « PA17000100 », notice no PA17000100 | 45° 56′ 07″ nord, 0° 57′ 50″ ouest  |                   |
| Église Saint-Savinien de Saint-Savinien                                                     | Saint-Savinien                             | Charente-Maritime        | Nouvelle-Aquitaine         | inscrit    | « PA00105234 », notice no PA00105234 | 45° 52′ 53″ nord, 0° 40′ 58″ ouest  | catégorie commons |
| Aqueduc gallo-romain de Saintes                                                             | Le Douhet                                  | Charente-Maritime        | Nouvelle-Aquitaine         | classé     | « PA00105313 », notice no PA00105313 |                                     |                   |
| Château de Bussy                                                                            | Bussy                                      | Cher                     | Centre-Val de Loire        | inscrit    | « PA18000061 », notice no PA18000061 | 46° 54′ 15″ nord, 2° 37′ 25″ est    |                   |
| Château des Réaux (Cher)                                                                    | Le Chautay                                 | Cher                     | Centre-Val de Loire        | inscrit    | « PA18000062 », notice no PA18000062 | 46° 59′ 36″ nord, 2° 57′ 44″ est    |                   |
| Château du Creuzet                                                                          | Coust                                      | Cher                     | Centre-Val de Loire        | inscrit    | « PA18000063 », notice no PA18000063 | 46° 42′ 43″ nord, 2° 35′ 44″ est    |                   |
| Parc du château du Veuillin                                                                 | Apremont-sur-Allier                        | Cher                     | Centre-Val de Loire        | inscrit    | « PA18000060 », notice no PA18000060 | 46° 56′ 00″ nord, 3° 03′ 24″ est    |                   |
| Château de Saint-Chamant                                                                    | Saint-Chamant                              | Corrèze                  | Nouvelle-Aquitaine         | inscrit    | « PA19000028 », notice no PA19000028 | 45° 07′ 44″ nord, 1° 53′ 33″ est    |                   |
| Maison Philippe de Rocca Serra                                                              | Sartène                                    | Corse-du-Sud             | Corse                      | inscrit    | « PA2A000014 », notice no PA2A000014 | 41° 37′ 17″ nord, 8° 58′ 23″ est    |                   |
| Maison Charles de Rocca Serra                                                               | Sartène                                    | Corse-du-Sud             | Corse                      | inscrit    | « PA2A000013 », notice no PA2A000013 | 41° 37′ 13″ nord, 8° 58′ 19″ est    |                   |
| Monument de Vercingétorix                                                                   | Alise-Sainte-Reine                         | Côte-d'Or                | Bourgogne-Franche-Comté    | classé     | « PA21000061 », notice no PA21000061 | 47° 32′ 19″ nord, 4° 29′ 26″ est    |                   |
| Abbaye Saint-Bénigne                                                                        | Dijon                                      | Côte-d'Or                | Bourgogne-Franche-Comté    | classé     | « PA00112249 », notice no PA00112249 | 47° 19′ 19″ nord, 5° 02′ 06″ est    |                   |
| Abbaye Saint-Pierre                                                                         | Flavigny-sur-Ozerain                       | Côte-d'Or                | Bourgogne-Franche-Comté    | classé     | « PA00112454 », notice no PA00112454 | 47° 30′ 41″ nord, 4° 31′ 47″ est    |                   |
| Château de La Rochepot                                                                      | La Rochepot                                | Côte-d'Or                | Bourgogne-Franche-Comté    | classé     | « PA21000074 », notice no PA21000074 | 46° 57′ 33″ nord, 4° 40′ 53″ est    |                   |
| Viaduc de Caroual                                                                           | Erquy                                      | Côtes-d'Armor            | Bretagne                   | inscrit    | « PA22000038 », notice no PA22000038 | 48° 37′ 12″ nord, 2° 28′ 14″ ouest  |                   |
| Chapelle de Rosquelfen                                                                      | Laniscat                                   | Côtes-d'Armor            | Bretagne                   | inscrit    | « PA22000040 », notice no PA22000040 | 48° 13′ 35″ nord, 3° 09′ 43″ ouest  |                   |
| Calvaire de la chapelle de Rosquelfen                                                       | Laniscat                                   | Côtes-d'Armor            | Bretagne                   | inscrit    | « PA22000039 », notice no PA22000039 | 48° 13′ 34″ nord, 3° 09′ 44″ ouest  |                   |
| Loge Michel                                                                                 | Laniscat                                   | Côtes-d'Armor            | Bretagne                   | inscrit    | « PA22000041 », notice no PA22000041 | 48° 14′ 12″ nord, 3° 07′ 15″ ouest  |                   |
| Palais des congrès                                                                          | Perros-Guirec                              | Côtes-d'Armor            | Bretagne                   | inscrit    | « PA22000042 », notice no PA22000042 | 48° 48′ 54″ nord, 3° 27′ 15″ ouest  |                   |
| Viaduc de Toupin                                                                            | Saint-Brieuc                               | Côtes-d'Armor            | Bretagne                   | inscrit    | « PA22000046 », notice no PA22000046 | 48° 31′ 03″ nord, 2° 44′ 51″ ouest  |                   |
| Église Saint-Michel                                                                         | Saint-Brieuc                               | Côtes-d'Armor            | Bretagne                   | inscrit    | « PA22000043 », notice no PA22000043 | 48° 30′ 59″ nord, 2° 45′ 23″ ouest  |                   |
| Gare de Saint-Brieuc-Centrale                                                               | Saint-Brieuc                               | Côtes-d'Armor            | Bretagne                   | inscrit    | « PA22000045 », notice no PA22000045 | 48° 30′ 42″ nord, 2° 45′ 19″ ouest  |                   |
| Boulevards Waldeck-Rousseau, La Chalotais, Sévigné et Harel de la Noë                       | Saint-Brieuc                               | Côtes-d'Armor            | Bretagne                   | inscrit    | « PA22000044 », notice no PA22000044 | 48° 30′ 55″ nord, 2° 45′ 06″ ouest  |                   |
| Château du Pressoir                                                                         | Mauzé-Thouarsais                           | Deux-Sèvres              | Nouvelle-Aquitaine         | inscrit    | « PA00101262 », notice no PA00101262 | 46° 58′ 05″ nord, 0° 15′ 01″ ouest  |                   |
| Donjon de Niort                                                                             | Niort                                      | Deux-Sèvres              | Nouvelle-Aquitaine         | classé     | « PA00101283 », notice no PA00101283 | 46° 19′ 31″ nord, 0° 27′ 54″ ouest  |                   |
| Château d'Excideuil                                                                         | Excideuil                                  | Dordogne                 | Nouvelle-Aquitaine         | classé     | « PA00082526 », notice no PA00082526 | 45° 20′ 02″ nord, 1° 02′ 58″ est    |                   |
| Chartreuse de Vauclaire                                                                     | Montpon-Ménestérol                         | Dordogne                 | Nouvelle-Aquitaine         | inscrit    | « PA24000087 », notice no PA24000087 | 45° 01′ 59″ nord, 0° 11′ 05″ est    |                   |
| Monument aux morts                                                                          | Saint-Astier                               | Dordogne                 | Nouvelle-Aquitaine         | inscrit    | « PA24000088 », notice no PA24000088 | 45° 08′ 47″ nord, 0° 31′ 48″ est    |                   |
| Monument aux morts                                                                          | Sarliac-sur-l'Isle                         | Dordogne                 | Nouvelle-Aquitaine         | inscrit    | « PA24000089 », notice no PA24000089 | 45° 14′ 18″ nord, 0° 52′ 29″ est    |                   |
| Monument aux morts                                                                          | Terrasson-Lavilledieu                      | Dordogne                 | Nouvelle-Aquitaine         | inscrit    | « PA24000090 », notice no PA24000090 | 45° 07′ 45″ nord, 1° 18′ 16″ est    |                   |
| Maison                                                                                      | Besançon                                   | Doubs                    | Bourgogne-Franche-Comté    | inscrit    | « PA25000081 », notice no PA25000081 | 47° 14′ 00″ nord, 6° 01′ 40″ est    |                   |
| Fort du Larmont inférieur                                                                   | La Cluse-et-Mijoux                         | Doubs                    | Bourgogne-Franche-Comté    | classé     | « PA00101630 », notice no PA00101630 | 46° 52′ 34″ nord, 6° 22′ 40″ est    |                   |
| Château de Jallerange                                                                       | Jallerange                                 | Doubs                    | Bourgogne-Franche-Comté    | inscrit    | « PA00101656 », notice no PA00101656 | 47° 15′ 12″ nord, 5° 43′ 03″ est    |                   |
| Maison                                                                                      | Mouthier-Haute-Pierre                      | Doubs                    | Bourgogne-Franche-Comté    | inscrit    | « PA25000082 », notice no PA25000082 | 47° 02′ 28″ nord, 6° 16′ 25″ est    |                   |
| Temple de Voujeaucourt                                                                      | Voujeaucourt                               | Doubs                    | Bourgogne-Franche-Comté    | inscrit    | « PA25000083 », notice no PA25000083 | 47° 28′ 31″ nord, 6° 46′ 28″ est    |                   |
| Maison de Balthazar Gérard                                                                  | Vuillafans                                 | Doubs                    | Bourgogne-Franche-Comté    | inscrit    | « PA00101740 », notice no PA00101740 | 47° 03′ 50″ nord, 6° 12′ 56″ est    |                   |
| Ancien temple protestant du Poët-Laval                                                      | Le Poët-Laval                              | Drôme                    | Auvergne-Rhône-Alpes       | inscrit    | « PA26000024 », notice no PA26000024 | 44° 32′ 12″ nord, 5° 00′ 52″ est    |                   |
| Abbaye de Saint-Ruf-hors-les-Murs                                                           | Valence                                    | Drôme                    | Auvergne-Rhône-Alpes       | inscrit    | « PA26000030 », notice no PA26000030 | 44° 55′ 40″ nord, 4° 52′ 58″ est    |                   |
| Domaine de la Saussaie                                                                      | Vert-le-Grand                              | Essonne                  | Île-de-France              | inscrit    | « PA91000013 », notice no PA91000013 | 48° 34′ 03″ nord, 2° 21′ 35″ est    |                   |
| Château de Tillières-sur-Avre                                                               | Tillières-sur-Avre                         | Eure                     | Normandie                  | inscrit    | « PA27000085 », notice no PA27000085 | 48° 45′ 30″ nord, 1° 03′ 13″ est    |                   |
| Église Saint-Sauveur de Saint-Sauveur-Marville                                              | Saint-Sauveur-Marville                     | Eure-et-Loir             | Centre-Val de Loire        | inscrit    | « PA00097207 », notice no PA00097207 | 48° 35′ 45″ nord, 1° 16′ 55″ est    |                   |
| Abbaye Notre-Dame de l'Eau                                                                  | Ver-lès-Chartres                           | Eure-et-Loir             | Centre-Val de Loire        | inscrit    | « PA28000039 », notice no PA28000039 | 48° 31′ 06″ nord, 1° 19′ 08″ est    |                   |
| Manoir de la Grande Palud                                                                   | La Forest-Landerneau                       | Finistère                | Bretagne                   | inscrit    | « PA29000078 », notice no PA29000078 | 48° 26′ 25″ nord, 4° 16′ 53″ ouest  |                   |
| Ancienne conserverie Alexis Le Gall                                                         | Loctudy                                    | Finistère                | Bretagne                   | inscrit    | « PA29000079 », notice no PA29000079 | 47° 50′ 06″ nord, 4° 10′ 05″ ouest  |                   |
| Fort du Mengant                                                                             | Plouzané                                   | Finistère                | Bretagne                   | classé     | « PA29000077 », notice no PA29000077 | 48° 20′ 50″ nord, 4° 35′ 16″ ouest  |                   |
| Château d'Aujargues                                                                         | Aujargues                                  | Gard                     | Occitanie                  | inscrit    | « PA30000106 », notice no PA30000106 | 43° 47′ 10″ nord, 4° 07′ 20″ est    |                   |
| Villa de la cité du Bosquet                                                                 | Bagnols-sur-Cèze                           | Gard                     | Occitanie                  | inscrit    | « PA30000107 », notice no PA30000107 | 44° 09′ 25″ nord, 4° 37′ 25″ est    |                   |
| Villa de la cité du Bosquet                                                                 | Bagnols-sur-Cèze                           | Gard                     | Occitanie                  | inscrit    | « PA30000108 », notice no PA30000108 | 44° 09′ 32″ nord, 4° 37′ 28″ est    |                   |
| Escalier                                                                                    | Pont-Saint-Esprit                          | Gard                     | Occitanie                  | inscrit    | « PA30000110 », notice no PA30000110 | 44° 15′ 26″ nord, 4° 39′ 05″ est    |                   |
| Abbaye de Saint-Gilles                                                                      | Saint-Gilles                               | Gard                     | Occitanie                  | inscrit    | « PA00103205 », notice no PA00103205 | 43° 40′ 36″ nord, 4° 25′ 58″ est    |                   |
| Domaine de Tarteron                                                                         | Sumène                                     | Gard                     | Occitanie                  | inscrit    | « PA30000111 », notice no PA30000111 | 43° 58′ 45″ nord, 3° 42′ 53″ est    |                   |
| Mas vieux de Mayac                                                                          | Uzès                                       | Gard                     | Occitanie                  | inscrit    | « PA30000112 », notice no PA30000112 | 44° 01′ 39″ nord, 4° 24′ 37″ est    |                   |
| Église Saint-Vincent de Cravencères                                                         | Cravencères                                | Gers                     | Occitanie                  | inscrit    | « PA32000031 », notice no PA32000031 | 43° 45′ 54″ nord, 0° 02′ 13″ est    |                   |
| Château de Monbrun                                                                          | Monbrun                                    | Gers                     | Occitanie                  | inscrit    | « PA32000032 », notice no PA32000032 | 43° 39′ 50″ nord, 1° 01′ 19″ est    |                   |
| Villa gallo-romaine de Séviac                                                               | Montréal                                   | Gers                     | Occitanie                  | classé     | « PA00094879 », notice no PA00094879 | 43° 56′ 39″ nord, 0° 10′ 55″ est    |                   |
| Le Castet                                                                                   | Sainte-Christie-d'Armagnac                 | Gers                     | Occitanie                  | inscrit    | « PA32000033 », notice no PA32000033 | 43° 47′ 01″ nord, 0° 00′ 30″ ouest  |                   |
| Église Saint-Jacques-le-Majeur de Tillac                                                    | Tillac                                     | Gers                     | Occitanie                  | inscrit    | « PA32000034 », notice no PA32000034 | 43° 28′ 32″ nord, 0° 16′ 35″ est    |                   |
| Caserne des pompiers de la Benauge                                                          | Bordeaux                                   | Gironde                  | Nouvelle-Aquitaine         | inscrit    | « PA33000175 », notice no PA33000175 | 44° 50′ 21″ nord, 0° 33′ 29″ ouest  |                   |
| Caisse d'Épargne de Mériadeck                                                               | Bordeaux                                   | Gironde                  | Nouvelle-Aquitaine         | inscrit    | « PA33000174 », notice no PA33000174 | 44° 50′ 19″ nord, 0° 35′ 01″ ouest  |                   |
| Hôtel Victoria                                                                              | Bordeaux                                   | Gironde                  | Nouvelle-Aquitaine         | inscrit    | « PA33000173 », notice no PA33000173 | 44° 50′ 02″ nord, 0° 34′ 33″ ouest  |                   |
| Monument aux morts de la guerre 1914-1918                                                   | Donnezac                                   | Gironde                  | Nouvelle-Aquitaine         | inscrit    | « PA33000176 », notice no PA33000176 | 45° 14′ 47″ nord, 0° 26′ 39″ ouest  |                   |
| Monument aux Morts                                                                          | Libourne                                   | Gironde                  | Nouvelle-Aquitaine         | inscrit    | « PA33000177 », notice no PA33000177 | 44° 54′ 50″ nord, 0° 14′ 27″ ouest  |                   |
| Maison de la cité Frugès                                                                    | Pessac                                     | Gironde                  | Nouvelle-Aquitaine         | classé     | « PA33000151 », notice no PA33000151 | 44° 47′ 56″ nord, 0° 38′ 51″ ouest  |                   |
| Monument aux morts du cimetière                                                             | Podensac                                   | Gironde                  | Nouvelle-Aquitaine         | inscrit    | « PA33000178 », notice no PA33000178 | 44° 38′ 51″ nord, 0° 21′ 21″ ouest  |                   |
| Monument aux morts                                                                          | Podensac                                   | Gironde                  | Nouvelle-Aquitaine         | inscrit    | « PA33000179 », notice no PA33000179 | 44° 39′ 02″ nord, 0° 21′ 20″ ouest  |                   |
| Monument aux morts                                                                          | Sainte-Foy-la-Grande                       | Gironde                  | Nouvelle-Aquitaine         | inscrit    | « PA33000180 », notice no PA33000180 | 44° 50′ 23″ nord, 0° 13′ 18″ est    |                   |
| Monument aux morts de la guerre 1914-1918                                                   | Samonac                                    | Gironde                  | Nouvelle-Aquitaine         | inscrit    | « PA33000181 », notice no PA33000181 | 45° 04′ 27″ nord, 0° 34′ 13″ ouest  |                   |
| Monument aux morts                                                                          | Villegouge                                 | Gironde                  | Nouvelle-Aquitaine         | inscrit    | « PA33000182 », notice no PA33000182 | 44° 58′ 03″ nord, 0° 18′ 24″ ouest  |                   |
| Six blocs de roches gravées de la rivière du Bananier                                       | Capesterre-Belle-Eau                       | Guadeloupe               | Guadeloupe                 | inscrit    | « PA97100050 », notice no PA97100050 |                                     |                   |
| Bloc gravé et polissoirs dans la rivière de la Ramée                                        | Sainte-Rose                                | Guadeloupe               | Guadeloupe                 | inscrit    | « PA97100051 », notice no PA97100051 | 16° 20′ 58″ nord, 61° 43′ 19″ ouest |                   |
| Roches gravées de la rivière du Plessis, site 2                                             | Vieux-Habitants                            | Guadeloupe               | Guadeloupe                 | inscrit    | « PA97100052 », notice no PA97100052 | 16° 02′ 52″ nord, 61° 44′ 07″ ouest |                   |
| Maison Bleue                                                                                | Saint-Laurent-du-Maroni                    | Guyane                   | Guyane                     | classé     | « PA00135693 », notice no PA00135693 | 5° 30′ 05″ nord, 54° 01′ 44″ ouest  |                   |
| Ancien magasin de la Filature Duméril                                                       | Vieux-Thann                                | Haut-Rhin                | Grand Est                  | inscrit    | « PA68000062 », notice no PA68000062 | 47° 48′ 29″ nord, 7° 07′ 29″ est    |                   |
| Église paroissiale Santa Maria Assunta de Brando                                            | Brando                                     | Haute-Corse              | Corse                      | inscrit    | « PA2B000026 », notice no PA2B000026 | 42° 46′ 41″ nord, 9° 27′ 39″ est    |                   |
| Villa Saint-Jacques de Luri                                                                 | Luri                                       | Haute-Corse              | Corse                      | inscrit    | « PA2B000027 », notice no PA2B000027 | 42° 53′ 48″ nord, 9° 24′ 26″ est    |                   |
| Grotta Scritta d'Olmeta-di-Capocorso                                                        | Olmeta-di-Capocorso                        | Haute-Corse              | Corse                      | inscrit    | « PA2B000028 », notice no PA2B000028 | 42° 46′ 17″ nord, 9° 21′ 12″ est    |                   |
| Église Saint-Pierre                                                                         | Saint-Marcel-Paulel                        | Haute-Garonne            | Occitanie                  | inscrit    | « PA31000093 », notice no PA31000093 | 43° 39′ 44″ nord, 1° 36′ 15″ est    |                   |
| Abbaye de la Chaise-Dieu                                                                    | La Chaise-Dieu                             | Haute-Loire              | Auvergne-Rhône-Alpes       | classé     | « PA00092633 », notice no PA00092633 | 45° 19′ 15″ nord, 3° 41′ 46″ est    |                   |
| Domaine de Lavaux                                                                           | Lafauche                                   | Haute-Marne              | Grand Est                  | inscrit    | « PA52000034 », notice no PA52000034 | 48° 18′ 19″ nord, 5° 30′ 09″ est    |                   |
| Château de Colombe-lès-Vesoul                                                               | Colombe-lès-Vesoul                         | Haute-Saône              | Bourgogne-Franche-Comté    | inscrit    | « PA00102139 », notice no PA00102139 | 47° 36′ 45″ nord, 6° 12′ 33″ est    |                   |
| Église Saint-Pancrace de Ray-sur-Saône                                                      | Ray-sur-Saône                              | Haute-Saône              | Bourgogne-Franche-Comté    | inscrit    | « PA70000111 », notice no PA70000111 | 47° 35′ 13″ nord, 5° 49′ 43″ est    |                   |
| Église Saint-Éloi du Val-Saint-Éloi                                                         | Le Val-Saint-Éloi                          | Haute-Saône              | Bourgogne-Franche-Comté    | inscrit    | « PA70000112 », notice no PA70000112 | 47° 44′ 12″ nord, 6° 11′ 01″ est    |                   |
| Chapelle œcuménique de Flaine                                                               | Arâches-la-Frasse                          | Haute-Savoie             | Auvergne-Rhône-Alpes       | classé     | « PA74000018 », notice no PA74000018 | 46° 00′ 18″ nord, 6° 41′ 35″ est    |                   |
| Maison forte de Mieudry                                                                     | Boussy                                     | Haute-Savoie             | Auvergne-Rhône-Alpes       | inscrit    | « PA74000019 », notice no PA74000019 | 45° 51′ 43″ nord, 5° 58′ 45″ est    |                   |
| Maison dite de Fésigny                                                                      | Cruseilles                                 | Haute-Savoie             | Auvergne-Rhône-Alpes       | inscrit    | « PA74000021 », notice no PA74000021 | 46° 02′ 06″ nord, 6° 06′ 24″ est    |                   |
| Théâtre du Casino (actuellement Théâtre Antoine Riboud)                                     | Évian-les-Bains                            | Haute-Savoie             | Auvergne-Rhône-Alpes       | inscrit    | « PA74000020 », notice no PA74000020 | 46° 24′ 04″ nord, 6° 35′ 24″ est    |                   |
| Maison du Peuple                                                                            | Limoges                                    | Haute-Vienne             | Nouvelle-Aquitaine         | inscrit    | « PA87000043 », notice no PA87000043 | 45° 49′ 44″ nord, 1° 15′ 38″ est    |                   |
| Château de Trasrieux                                                                        | Saint-Julien-le-Petit                      | Haute-Vienne             | Nouvelle-Aquitaine         | inscrit    | « PA87000044 », notice no PA87000044 | 45° 49′ 58″ nord, 1° 44′ 24″ est    |                   |
| Ensemble paroissial d'Abriès                                                                | Abriès                                     | Hautes-Alpes             | Provence-Alpes-Côte d'Azur | inscrit    | « PA05000019 », notice no PA05000019 | 44° 47′ 41″ nord, 6° 55′ 41″ est    |                   |
| Musée Salies                                                                                | Bagnères-de-Bigorre                        | Hautes-Pyrénées          | Occitanie                  | inscrit    | « PA65000018 », notice no PA65000018 | 43° 03′ 46″ nord, 0° 08′ 46″ est    |                   |
| Maison Hennebique                                                                           | Bourg-la-Reine                             | Hauts-de-Seine           | Île-de-France              | classé     | « PA00088085 », notice no PA00088085 | 48° 46′ 39″ nord, 2° 18′ 37″ est    |                   |
| Maison Badin                                                                                | Sceaux                                     | Hauts-de-Seine           | Île-de-France              | inscrit    | « PA92000022 », notice no PA92000022 | 48° 46′ 27″ nord, 2° 17′ 25″ est    |                   |
| Ensemble castral dit « castellas » Saint-Michel de Mourcairol dont la chapelle de Morcairol | Les Aires                                  | Hérault                  | Occitanie                  | inscrit    | « PA00103352 », notice no PA00103352 | 43° 34′ 45″ nord, 3° 05′ 36″ est    |                   |
| Tour médiévale                                                                              | Alignan-du-Vent                            | Hérault                  | Occitanie                  | inscrit    | « PA34000099 », notice no PA34000099 | 43° 28′ 10″ nord, 3° 20′ 30″ est    |                   |
| Église Sainte-Marie d'Anglet                                                                | Anglet                                     | Pyrénées-Atlantiques     | Nouvelle-Aquitaine         | inscrit    | « PA64000084 », notice no PA64000084 | 43° 29′ 41″ nord, 1° 32′ 07″ ouest  |                   |
| Palais épiscopal                                                                            | Béziers                                    | Hérault                  | Occitanie                  | classé     | « PA00103392 », notice no PA00103392 | 43° 20′ 28″ nord, 3° 12′ 38″ est    |                   |
| Abbaye Sainte-Marie de Fontcaude                                                            | Cazedarnes                                 | Hérault                  | Occitanie                  | inscrit    | « PA00103418 », notice no PA00103418 | 43° 25′ 04″ nord, 3° 03′ 18″ est    |                   |
| Église Saint-Pierre                                                                         | Lodève                                     | Hérault                  | Occitanie                  | inscrit    | « PA34000100 », notice no PA34000100 | 43° 43′ 51″ nord, 3° 19′ 21″ est    |                   |
| Hôtel de Castries                                                                           | Montpellier                                | Hérault                  | Occitanie                  | inscrit    | « PA00103557 », notice no PA00103557 | 43° 36′ 33″ nord, 3° 52′ 27″ est    |                   |
| Église Saint-Jean-Baptiste                                                                  | Saint-Jean-de-Fos                          | Hérault                  | Occitanie                  | inscrit    | « PA34000101 », notice no PA34000101 | 43° 42′ 07″ nord, 3° 33′ 08″ est    |                   |
| Cité épiscopale et canoniale de Maguelone                                                   | Villeneuve-lès-Maguelone                   | Hérault                  | Occitanie                  | inscrit    | « PA00103757 », notice no PA00103757 | 43° 30′ 44″ nord, 3° 53′ 00″ est    |                   |
| Église Notre-Dame-de-l'Assomption de Villeneuvette                                          | Villeneuvette                              | Hérault                  | Occitanie                  | inscrit    | « PA34000079 », notice no PA34000079 | 43° 36′ 36″ nord, 3° 24′ 03″ est    |                   |
| Cité manufacturière de Villeneuvette                                                        | Villeneuvette                              | Hérault                  | Occitanie                  | inscrit    | « PA00103759 », notice no PA00103759 | 43° 36′ 37″ nord, 3° 24′ 01″ est    |                   |
| Villa Greystones                                                                            | Dinard                                     | Ille-et-Vilaine          | Bretagne                   | inscrit    | « PA35000055 », notice no PA35000055 | 48° 38′ 25″ nord, 2° 03′ 39″ ouest  |                   |
| Villa Les Roches Brunes                                                                     | Dinard                                     | Ille-et-Vilaine          | Bretagne                   | inscrit    | « PA35000054 », notice no PA35000054 | 48° 38′ 24″ nord, 2° 03′ 26″ ouest  |                   |
| Maison des Petits Palets                                                                    | Dol-de-Bretagne                            | Ille-et-Vilaine          | Bretagne                   | inscrit    | « PA00090547 », notice no PA00090547 | 48° 32′ 59″ nord, 1° 45′ 16″ ouest  |                   |
| Église Saint-Michel                                                                         | Liffré                                     | Ille-et-Vilaine          | Bretagne                   | inscrit    | « PA35000056 », notice no PA35000056 | 48° 12′ 49″ nord, 1° 30′ 21″ ouest  |                   |
| Château de la Villedubois                                                                   | Mordelles                                  | Ille-et-Vilaine          | Bretagne                   | inscrit    | « PA35000057 », notice no PA35000057 | 48° 05′ 32″ nord, 1° 50′ 40″ ouest  |                   |
| Domaine d'Artois                                                                            | Mordelles                                  | Ille-et-Vilaine          | Bretagne                   | inscrit    | « PA35000058 », notice no PA35000058 | 48° 04′ 49″ nord, 1° 53′ 14″ ouest  |                   |
| Église Saint-Hubert                                                                         | La Nouaye                                  | Ille-et-Vilaine          | Bretagne                   | inscrit    | « PA35000059 », notice no PA35000059 | 48° 09′ 43″ nord, 1° 58′ 47″ ouest  |                   |
| Église Saint-Pierre                                                                         | Noyal-sur-Vilaine                          | Ille-et-Vilaine          | Bretagne                   | inscrit    | « PA35000060 », notice no PA35000060 | 48° 06′ 52″ nord, 1° 31′ 26″ ouest  |                   |
| Immeuble                                                                                    | Rennes                                     | Ille-et-Vilaine          | Bretagne                   | inscrit    | « PA35000063 », notice no PA35000063 | 48° 06′ 42″ nord, 1° 40′ 34″ ouest  |                   |
| Ancienne prison Saint-Michel                                                                | Rennes                                     | Ille-et-Vilaine          | Bretagne                   | inscrit    | « PA35000062 », notice no PA35000062 | 48° 06′ 46″ nord, 1° 40′ 51″ ouest  |                   |
| Immeuble Poirier                                                                            | Rennes                                     | Ille-et-Vilaine          | Bretagne                   | inscrit    | « PA35000061 », notice no PA35000061 | 48° 06′ 33″ nord, 1° 40′ 25″ ouest  |                   |
| Club-House du Dinard Golf                                                                   | Saint-Briac-sur-Mer                        | Ille-et-Vilaine          | Bretagne                   | inscrit    | « PA35000065 », notice no PA35000065 | 48° 37′ 56″ nord, 2° 08′ 13″ ouest  |                   |
| Devanture de l'immeuble                                                                     | Saint-Briac-sur-Mer                        | Ille-et-Vilaine          | Bretagne                   | inscrit    | « PA35000064 », notice no PA35000064 | 48° 37′ 11″ nord, 2° 07′ 57″ ouest  |                   |
| Château de La Roche Giffard                                                                 | Saint-Sulpice-des-Landes                   | Ille-et-Vilaine          | Bretagne                   | inscrit    | « PA35000066 », notice no PA35000066 | 47° 46′ 06″ nord, 1° 35′ 53″ ouest  |                   |
| Église Saint-Étienne                                                                        | Val-d'Izé                                  | Ille-et-Vilaine          | Bretagne                   | inscrit    | « PA35000067 », notice no PA35000067 | 48° 10′ 40″ nord, 1° 18′ 17″ ouest  |                   |
| Remparts de Vitré                                                                           | Vitré                                      | Ille-et-Vilaine          | Bretagne                   | inscrit    | « PA00090906 », notice no PA00090906 | 48° 07′ 31″ nord, 1° 12′ 35″ ouest  |                   |
| Château du Touvent                                                                          | Châteauroux                                | Indre                    | Centre-Val de Loire        | inscrit    | « PA36000037 », notice no PA36000037 | 46° 46′ 50″ nord, 1° 41′ 38″ est    |                   |
| Métairie de l'Ebeaupin                                                                      | Mézières-en-Brenne                         | Indre                    | Centre-Val de Loire        | inscrit    | « PA36000038 », notice no PA36000038 | 46° 50′ 56″ nord, 1° 12′ 32″ est    |                   |
| Église Saint-Martin                                                                         | Lignières-de-Touraine                      | Indre-et-Loire           | Centre-Val de Loire        | classé     | « PA37000032 », notice no PA37000032 | 47° 17′ 51″ nord, 0° 24′ 58″ est    |                   |
| Château de Dolbeau                                                                          | Semblançay                                 | Indre-et-Loire           | Centre-Val de Loire        | inscrit    | « PA37000036 », notice no PA37000036 | 47° 30′ 13″ nord, 0° 34′ 28″ est    |                   |
| Château de Brangues                                                                         | Brangues                                   | Isère                    | Auvergne-Rhône-Alpes       | inscrit    | « PA00117128 », notice no PA00117128 | 45° 41′ 52″ nord, 5° 31′ 29″ est    |                   |
| Château de Lancin                                                                           | Courtenay                                  | Isère                    | Auvergne-Rhône-Alpes       | inscrit    | « PA38000033 », notice no PA38000033 | 45° 43′ 35″ nord, 5° 24′ 27″ est    |                   |
| Site minier de Brandes                                                                      | Huez                                       | Isère                    | Auvergne-Rhône-Alpes       | classé     | « PA00125738 », notice no PA00125738 | 45° 05′ 08″ nord, 6° 05′ 07″ est    |                   |
| Porte romaine de Bons                                                                       | Mont-de-Lans                               | Isère                    | Auvergne-Rhône-Alpes       | inscrit    | « PA38000034 », notice no PA38000034 | 45° 02′ 13″ nord, 6° 06′ 31″ est    |                   |
| Couvent des Cordeliers                                                                      | Dole                                       | Jura                     | Bourgogne-Franche-Comté    | classé     | « PA00101844 », notice no PA00101844 | 47° 05′ 26″ nord, 5° 29′ 30″ est    |                   |
| Église Sainte-Madeleine de Frontenay                                                        | Frontenay                                  | Jura                     | Bourgogne-Franche-Comté    | inscrit    | « PA39000121 », notice no PA39000121 | 46° 47′ 09″ nord, 5° 37′ 04″ est    |                   |
| Maison d'Auguste Gaudard                                                                    | Morbier                                    | Jura                     | Bourgogne-Franche-Comté    | inscrit    | « PA39000122 », notice no PA39000122 | 46° 32′ 28″ nord, 6° 00′ 58″ est    |                   |
| Ferme de Tournéal                                                                           | Les Moussières                             | Jura                     | Bourgogne-Franche-Comté    | inscrit    | « PA39000123 », notice no PA39000123 | 46° 20′ 04″ nord, 5° 51′ 15″ est    |                   |
| Château de Neublans                                                                         | Neublans-Abergement                        | Jura                     | Bourgogne-Franche-Comté    | inscrit    | « PA00101971 », notice no PA00101971 | 46° 54′ 46″ nord, 5° 19′ 45″ est    |                   |
| Monument aux morts                                                                          | Banos                                      | Landes                   | Nouvelle-Aquitaine         | inscrit    | « PA40000081 », notice no PA40000081 | 43° 44′ 13″ nord, 0° 37′ 27″ ouest  |                   |
| Monument aux morts                                                                          | Bascons                                    | Landes                   | Nouvelle-Aquitaine         | inscrit    | « PA40000082 », notice no PA40000082 | 43° 49′ 15″ nord, 0° 25′ 07″ ouest  |                   |
| Monument aux morts                                                                          | Castets                                    | Landes                   | Nouvelle-Aquitaine         | inscrit    | « PA40000083 », notice no PA40000083 | 43° 52′ 57″ nord, 1° 08′ 41″ ouest  |                   |
| Monument aux morts                                                                          | Labenne                                    | Landes                   | Nouvelle-Aquitaine         | inscrit    | « PA40000084 », notice no PA40000084 | 43° 35′ 43″ nord, 1° 25′ 35″ ouest  |                   |
| Monument aux morts                                                                          | Labrit                                     | Landes                   | Nouvelle-Aquitaine         | inscrit    | « PA40000085 », notice no PA40000085 | 44° 06′ 16″ nord, 0° 32′ 37″ ouest  |                   |
| Monument aux morts                                                                          | Misson                                     | Landes                   | Nouvelle-Aquitaine         | inscrit    | « PA40000086 », notice no PA40000086 | 43° 35′ 15″ nord, 0° 57′ 42″ ouest  |                   |
| Monument aux morts                                                                          | Perquie                                    | Landes                   | Nouvelle-Aquitaine         | inscrit    | « PA40000087 », notice no PA40000087 | 43° 52′ 37″ nord, 0° 17′ 02″ ouest  |                   |
| Monument aux morts                                                                          | Peyrehorade                                | Landes                   | Nouvelle-Aquitaine         | inscrit    | « PA40000088 », notice no PA40000088 | 43° 32′ 43″ nord, 1° 06′ 14″ ouest  |                   |
| Monument aux morts                                                                          | Uza                                        | Landes                   | Nouvelle-Aquitaine         | inscrit    | « PA40000089 », notice no PA40000089 | 44° 02′ 02″ nord, 1° 11′ 52″ ouest  |                   |
| Château d'Onzain                                                                            | Onzain                                     | Loir-et-Cher             | Centre-Val de Loire        | inscrit    | « PA41000069 », notice no PA41000069 | 47° 30′ 04″ nord, 1° 10′ 29″ est    |                   |
| Hôtel Goyet de Livron ou hôtel de la Sous-Préfecture                                        | Roanne                                     | Loire                    | Auvergne-Rhône-Alpes       | inscrit    | « PA42000043 », notice no PA42000043 | 46° 02′ 09″ nord, 4° 04′ 11″ est    |                   |
| Chapelle Saint-Sulpice                                                                      | Villerest                                  | Loire                    | Auvergne-Rhône-Alpes       | inscrit    | « PA42000044 », notice no PA42000044 | 45° 59′ 26″ nord, 4° 01′ 34″ est    |                   |
| Église Saint-Prix de Villerest                                                              | Villerest                                  | Loire                    | Auvergne-Rhône-Alpes       | inscrit    | « PA00117679 », notice no PA00117679 | 45° 59′ 38″ nord, 4° 02′ 19″ est    |                   |
| Chapelle Saint-Roch (Autoire)                                                               | Autoire                                    | Lot                      | Occitanie                  | inscrit    | « PA46000064 », notice no PA46000064 | 44° 51′ 04″ nord, 1° 49′ 08″ est    |                   |
| Site archéologique du dolmen de Surgès                                                      | Lavercantière                              | Lot                      | Occitanie                  | inscrit    | « PA46000063 », notice no PA46000063 | 44° 37′ 13″ nord, 1° 18′ 17″ est    |                   |
| Monument aux morts (1914-1918)                                                              | Agen                                       | Lot-et-Garonne           | Nouvelle-Aquitaine         | inscrit    | « PA47000088 », notice no PA47000088 | 44° 12′ 00″ nord, 0° 36′ 58″ est    |                   |
| Monument aux morts de Casteljaloux                                                          | Casteljaloux                               | Lot-et-Garonne           | Nouvelle-Aquitaine         | inscrit    | « PA47000089 », notice no PA47000089 | 44° 18′ 50″ nord, 0° 05′ 03″ est    |                   |
| Monument aux morts de Clairac                                                               | Clairac                                    | Lot-et-Garonne           | Nouvelle-Aquitaine         | inscrit    | « PA47000090 », notice no PA47000090 | 44° 21′ 36″ nord, 0° 22′ 34″ est    |                   |
| Monument aux morts de Couthures-sur-Garonne                                                 | Couthures-sur-Garonne                      | Lot-et-Garonne           | Nouvelle-Aquitaine         | inscrit    | « PA47000091 », notice no PA47000091 | 44° 30′ 49″ nord, 0° 04′ 41″ est    |                   |
| Monument aux morts de Marmande                                                              | Marmande                                   | Lot-et-Garonne           | Nouvelle-Aquitaine         | inscrit    | « PA47000092 », notice no PA47000092 | 44° 30′ 10″ nord, 0° 10′ 03″ est    |                   |
| Monument aux morts de Mézin                                                                 | Mézin                                      | Lot-et-Garonne           | Nouvelle-Aquitaine         | inscrit    | « PA47000093 », notice no PA47000093 | 44° 03′ 21″ nord, 0° 15′ 25″ est    |                   |
| Monument aux morts de Saint-Maurin                                                          | Saint-Maurin                               | Lot-et-Garonne           | Nouvelle-Aquitaine         | inscrit    | « PA47000094 », notice no PA47000094 | 44° 12′ 26″ nord, 0° 53′ 31″ est    |                   |
| Monument aux morts de Sauveterre-la-Lémance                                                 | Sauveterre-la-Lémance                      | Lot-et-Garonne           | Nouvelle-Aquitaine         | inscrit    | « PA47000095 », notice no PA47000095 | 44° 35′ 26″ nord, 1° 00′ 47″ est    |                   |
| Maison dite l'Abescat                                                                       | Tournon-d'Agenais                          | Lot-et-Garonne           | Nouvelle-Aquitaine         | inscrit    | « PA00084257 », notice no PA00084257 | 44° 24′ 01″ nord, 0° 59′ 42″ est    |                   |
| Chapelle des Pénitents blancs de Villeneuve-sur-Lot                                         | Villeneuve-sur-Lot                         | Lot-et-Garonne           | Nouvelle-Aquitaine         | classé     | « PA00132933 », notice no PA00132933 | 44° 24′ 19″ nord, 0° 42′ 12″ est    |                   |
| Ancienne mine de plomb argentifère du Bocard                                                | Vialas                                     | Lozère                   | Occitanie                  | inscrit    | « PA48000021 », notice no PA48000021 | 44° 19′ 37″ nord, 3° 53′ 28″ est    |                   |
| Château de la Jumellière                                                                    | Chemillé-en-Anjou                          | Maine-et-Loire           | Pays de la Loire           | inscrit    | « PA49000092 », notice no PA49000092 | 47° 16′ 46″ nord, 0° 44′ 07″ ouest  |                   |
| Église Sainte-Gemmes                                                                        | Segré-en-Anjou Bleu                        | Maine-et-Loire           | Pays de la Loire           | inscrit    | « PA49000093 », notice no PA49000093 | 47° 40′ 30″ nord, 0° 52′ 59″ ouest  |                   |
| Château de Brignac                                                                          | Seiches-sur-le-Loir                        | Maine-et-Loire           | Pays de la Loire           | inscrit    | « PA49000094 », notice no PA49000094 | 47° 37′ 15″ nord, 0° 19′ 56″ ouest  |                   |
| Évêché                                                                                      | Coutances                                  | Manche                   | Normandie                  | inscrit    | « PA00110379 », notice no PA00110379 | 49° 02′ 49″ nord, 1° 26′ 36″ ouest  |                   |
| Manoir de Saint-Ortaire                                                                     | Le Dézert                                  | Manche                   | Normandie                  | inscrit    | « PA50000027 », notice no PA50000027 | 49° 11′ 38″ nord, 1° 10′ 22″ ouest  |                   |
| Église Saint-Martin de Mœurs                                                                | Mœurs-Verdey                               | Marne                    | Grand Est                  | inscrit    | « PA51000023 », notice no PA51000023 | 48° 43′ 37″ nord, 3° 40′ 48″ est    |                   |
| Habitation Leyritz                                                                          | Basse-Pointe                               | Martinique               | Martinique                 | inscrit    | « PA97200034 », notice no PA97200034 | 14° 50′ 48″ nord, 61° 06′ 45″ ouest |                   |
| Phare du Fort Saint-Louis                                                                   | Fort-de-France                             | Martinique               | Martinique                 | classé     | « PA97200030 », notice no PA97200030 | 14° 35′ 54″ nord, 61° 04′ 00″ ouest |                   |
| Maison Aimé Césaire                                                                         | Fort-de-France                             | Martinique               | Martinique                 | classé     | « PA97200029 », notice no PA97200029 | 14° 37′ 29″ nord, 61° 03′ 39″ ouest |                   |
| Fort de la pointe du Bout                                                                   | Les Trois-Îlets                            | Martinique               | Martinique                 | inscrit    | « PA97200035 », notice no PA97200035 | 14° 33′ 42″ nord, 61° 03′ 07″ ouest |                   |
| Bâtiment des bains-douches                                                                  | Laval                                      | Mayenne                  | Pays de la Loire           | inscrit    | « PA53000035 », notice no PA53000035 | 48° 04′ 01″ nord, 0° 46′ 09″ ouest  |                   |
| Église Saint-Léopold de Lunéville                                                           | Lunéville                                  | Meurthe-et-Moselle       | Grand Est                  | inscrit    | « PA54000080 », notice no PA54000080 | 48° 35′ 57″ nord, 6° 29′ 16″ est    |                   |
| Synagogue                                                                                   | Pont-à-Mousson                             | Meurthe-et-Moselle       | Grand Est                  | inscrit    | « PA54000081 », notice no PA54000081 | 48° 54′ 02″ nord, 6° 03′ 23″ est    |                   |
| Château de Ville-au-Val                                                                     | Ville-au-Val                               | Meurthe-et-Moselle       | Grand Est                  | inscrit    | « PA00106435 », notice no PA00106435 | 48° 50′ 51″ nord, 6° 07′ 21″ est    |                   |
| Villa Teinturier                                                                            | Laheycourt                                 | Meuse                    | Grand Est                  | classé     | « PA55000043 », notice no PA55000043 | 48° 53′ 27″ nord, 5° 01′ 05″ est    |                   |
| Château de Trécesson                                                                        | Campénéac                                  | Morbihan                 | Bretagne                   | classé     | « PA00091072 », notice no PA00091072 | 47° 58′ 33″ nord, 2° 16′ 25″ ouest  |                   |
| Basilique Notre-Dame-de-Quelven                                                             | Guern                                      | Morbihan                 | Bretagne                   | classé     | « PA00091251 », notice no PA00091251 | 48° 01′ 47″ nord, 3° 03′ 47″ ouest  |                   |
| Église Saint-Léry                                                                           | Saint-Léry                                 | Morbihan                 | Bretagne                   | inscrit    | « PA00091687 », notice no PA00091687 | 48° 05′ 27″ nord, 2° 15′ 20″ ouest  |                   |
| Église Saint-Maximin de Boust                                                               | Boust                                      | Moselle                  | Grand Est                  | classé     | « PA00132650 », notice no PA00132650 | 49° 26′ 17″ nord, 6° 12′ 03″ est    |                   |
| Église Sainte-Ségolène                                                                      | Metz                                       | Moselle                  | Grand Est                  | classé     | « PA00106834 », notice no PA00106834 | 49° 07′ 17″ nord, 6° 10′ 49″ est    |                   |
| Ancien site industriel de Bataville                                                         | Moussey                                    | Moselle                  | Grand Est                  | inscrit    | « PA57000037 », notice no PA57000037 | 48° 41′ 05″ nord, 6° 48′ 27″ est    |                   |
| Ancienne usine de la Société des produits chimiques de Clamecy                              | Clamecy                                    | Nièvre                   | Bourgogne-Franche-Comté    | inscrit    | « PA58000042 », notice no PA58000042 | 47° 28′ 00″ nord, 3° 31′ 21″ est    |                   |
| Ancien siège social de la Société des Mines de Lens                                         | Lille                                      | Nord                     | Hauts-de-France            | inscrit    | « PA59000185 », notice no PA59000185 | 50° 38′ 16″ nord, 3° 03′ 31″ est    |                   |
| Hôtel Catel-Béghin                                                                          | Lille                                      | Nord                     | Hauts-de-France            | inscrit    | « PA59000184 », notice no PA59000184 | 50° 38′ 12″ nord, 3° 03′ 12″ est    |                   |
| Église Saint-Thomas-de-Cantorbery, au hameau de la Motte-au-Bois                            | Morbecque                                  | Nord                     | Hauts-de-France            | inscrit    | « PA59000186 », notice no PA59000186 | 50° 40′ 59″ nord, 2° 34′ 19″ est    |                   |
| Église Saint-Jean-Baptiste                                                                  | Roubaix                                    | Nord                     | Hauts-de-France            | inscrit    | « PA59000188 », notice no PA59000188 | 50° 41′ 16″ nord, 3° 11′ 04″ est    |                   |
| Église Sainte-Élisabeth                                                                     | Roubaix                                    | Nord                     | Hauts-de-France            | inscrit    | « PA59000187 », notice no PA59000187 | 50° 41′ 16″ nord, 3° 11′ 04″ est    |                   |
| Église Saint-Erasme de Sercus                                                               | Sercus                                     | Nord                     | Hauts-de-France            | inscrit    | « PA00107816 », notice no PA00107816 | 50° 42′ 22″ nord, 2° 27′ 22″ est    |                   |
| Plage du Lys                                                                                | Boran-sur-Oise                             | Oise                     | Hauts-de-France            | inscrit    | « PA60000087 », notice no PA60000087 | 49° 10′ 03″ nord, 2° 22′ 00″ est    |                   |
| Pavillon de Manse                                                                           | Chantilly                                  | Oise                     | Hauts-de-France            | classé     | « PA00114581 », notice no PA00114581 | 49° 11′ 43″ nord, 2° 28′ 02″ est    |                   |
| Hôpital Saint-Joseph                                                                        | Compiègne                                  | Oise                     | Hauts-de-France            | inscrit    | « PA00114618 », notice no PA00114618 | 49° 24′ 35″ nord, 2° 49′ 14″ est    |                   |
| Château de la Reine Blanche                                                                 | Coye-la-Forêt                              | Oise                     | Hauts-de-France            | classé     | « PA00114650 », notice no PA00114650 | 49° 09′ 19″ nord, 2° 28′ 46″ est    |                   |
| Barrage mobile Derôme                                                                       | Pont-Sainte-Maxence                        | Oise                     | Hauts-de-France            | inscrit    | « PA60000088 », notice no PA60000088 | 49° 18′ 27″ nord, 2° 37′ 13″ est    |                   |
| Église Saint-Pierre de Vaumoise                                                             | Vaumoise                                   | Oise                     | Hauts-de-France            | inscrit    | « PA60000089 », notice no PA60000089 | 49° 14′ 14″ nord, 2° 58′ 47″ est    |                   |
| Église Saint-Mellon de Vieux-Moulin                                                         | Vieux-Moulin                               | Oise                     | Hauts-de-France            | inscrit    | « PA60000091 », notice no PA60000091 | 49° 23′ 34″ nord, 2° 55′ 59″ est    |                   |
| Immeuble                                                                                    | 14e arrondissement de Paris                | Paris                    | Île-de-France              | inscrit    | « PA75140016 », notice no PA75140016 | 48° 50′ 09″ nord, 2° 19′ 50″ est    |                   |
| Palais d'Iéna                                                                               | 16e arrondissement de Paris                | Paris                    | Île-de-France              | inscrit    | « PA00086707 », notice no PA00086707 | 48° 51′ 51″ nord, 2° 17′ 33″ est    |                   |
| Cimetière de Montmartre                                                                     | 18e arrondissement de Paris                | Paris                    | Île-de-France              | classé     | « PA75180002 », notice no PA75180002 | 48° 53′ 16″ nord, 2° 19′ 49″ est    |                   |
| Église Saint-Jean de Montmartre                                                             | 18e arrondissement de Paris                | Paris                    | Île-de-France              | classé     | « PA00086740 », notice no PA00086740 | 48° 53′ 03″ nord, 2° 20′ 17″ est    |                   |
| Église Saint-Denys-du-Saint-Sacrement                                                       | 3e arrondissement de Paris                 | Paris                    | Île-de-France              | classé     | « PA75030003 », notice no PA75030003 | 48° 51′ 36″ nord, 2° 21′ 55″ est    |                   |
| Hôtel et usine de la Société des Cendres                                                    | 4e arrondissement de Paris                 | Paris                    | Île-de-France              | inscrit    | « PA75040008 », notice no PA75040008 | 48° 51′ 28″ nord, 2° 21′ 36″ est    |                   |
| Immeuble                                                                                    | 6e arrondissement de Paris                 | Paris                    | Île-de-France              | inscrit    | « PA75060013 », notice no PA75060013 | 48° 51′ 18″ nord, 2° 20′ 07″ est    |                   |
| Immeuble                                                                                    | 6e arrondissement de Paris                 | Paris                    | Île-de-France              | inscrit    | « PA75060012 », notice no PA75060012 | 48° 51′ 16″ nord, 2° 20′ 23″ est    |                   |
| Hôtel d'Hercule                                                                             | 6e arrondissement de Paris                 | Paris                    | Île-de-France              | inscrit    | « PA00088535 », notice no PA00088535 | 48° 51′ 17″ nord, 2° 20′ 28″ est    |                   |
| Maison des Polytechniciens                                                                  | 7e arrondissement de Paris                 | Paris                    | Île-de-France              | classé     | « PA75070006 », notice no PA75070006 | 48° 51′ 32″ nord, 2° 19′ 33″ est    |                   |
| Hôtel particulier                                                                           | 8e arrondissement de Paris                 | Paris                    | Île-de-France              | inscrit    | « PA75080011 », notice no PA75080011 | 48° 51′ 55″ nord, 2° 18′ 17″ est    |                   |
| Immeuble                                                                                    | 9e arrondissement de Paris                 | Paris                    | Île-de-France              | inscrit    | « PA00088947 », notice no PA00088947 | 48° 52′ 49″ nord, 2° 20′ 30″ est    |                   |
| Ascenseur à bateaux des Fontinettes                                                         | Arques                                     | Pas-de-Calais            | Hauts-de-France            | classé     | « PA62000143 », notice no PA62000143 | 50° 43′ 54″ nord, 2° 18′ 13″ est    |                   |
| Château d'Écou                                                                              | Tilques                                    | Pas-de-Calais            | Hauts-de-France            | inscrit    | « PA62000146 », notice no PA62000146 | 50° 46′ 52″ nord, 2° 13′ 16″ est    |                   |
| Hôtel de ville                                                                              | Touquet-Paris-Plage                        | Pas-de-Calais            | Hauts-de-France            | classé     | « PA62000011 », notice no PA62000011 | 50° 31′ 11″ nord, 1° 35′ 12″ est    |                   |
| Abbaye Saint-Paul de Wisques                                                                | Wisques                                    | Pas-de-Calais            | Hauts-de-France            | classé     | « PA62000145 », notice no PA62000145 | 50° 43′ 41″ nord, 2° 11′ 10″ est    |                   |
| Église Notre-Dame de l'Assomption d'Aldudes                                                 | Aldudes                                    | Pyrénées-Atlantiques     | Nouvelle-Aquitaine         | inscrit    | « PA64000083 », notice no PA64000083 | 43° 05′ 56″ nord, 1° 25′ 41″ ouest  |                   |
| Église Saint-Pierre d'Ayherre                                                               | Ayherre                                    | Pyrénées-Atlantiques     | Nouvelle-Aquitaine         | inscrit    | « PA64000085 », notice no PA64000085 | 43° 23′ 36″ nord, 1° 15′ 13″ ouest  |                   |
| Monument aux morts de la Guerre 1914-1918 de Bayonne                                        | Bayonne                                    | Pyrénées-Atlantiques     | Nouvelle-Aquitaine         | inscrit    | « PA64000087 », notice no PA64000087 | 43° 29′ 34″ nord, 1° 28′ 46″ ouest  |                   |
| Mikve de Bayonne (bains rituels juifs)                                                      | Bayonne                                    | Pyrénées-Atlantiques     | Nouvelle-Aquitaine         | inscrit    | « PA64000086 », notice no PA64000086 | 43° 29′ 45″ nord, 1° 28′ 10″ ouest  |                   |
| Monument aux morts de la Guerre 1914-1918 de Biarritz                                       | Biarritz                                   | Pyrénées-Atlantiques     | Nouvelle-Aquitaine         | inscrit    | « PA64000088 », notice no PA64000088 | 43° 29′ 01″ nord, 1° 34′ 06″ ouest  |                   |
| Monument aux morts de la Guerre 1914-1918 de Bielle                                         | Bielle                                     | Pyrénées-Atlantiques     | Nouvelle-Aquitaine         | inscrit    | « PA64000089 », notice no PA64000089 | 43° 03′ 19″ nord, 0° 25′ 52″ ouest  |                   |
| Église Saint-Étienne d'Espelette                                                            | Espelette                                  | Pyrénées-Atlantiques     | Nouvelle-Aquitaine         | inscrit    | « PA00084387 », notice no PA00084387 | 43° 20′ 32″ nord, 1° 26′ 43″ ouest  |                   |
| Église Notre-Dame de l'Assomption d'Halsou                                                  | Halsou                                     | Pyrénées-Atlantiques     | Nouvelle-Aquitaine         | inscrit    | « PA64000090 », notice no PA64000090 | 43° 22′ 29″ nord, 1° 25′ 24″ ouest  |                   |
| Église Saint-Jean-Baptiste d'Hasparren                                                      | Hasparren                                  | Pyrénées-Atlantiques     | Nouvelle-Aquitaine         | inscrit    | « PA64000091 », notice no PA64000091 | 43° 23′ 03″ nord, 1° 18′ 18″ ouest  |                   |
| Monument aux morts de la Guerre 1914-1918 d'Hendaye                                         | Hendaye                                    | Pyrénées-Atlantiques     | Nouvelle-Aquitaine         | inscrit    | « PA64000093 », notice no PA64000093 | 43° 21′ 38″ nord, 1° 46′ 33″ ouest  |                   |
| Église Saint-Vincent-Diacre d'Hendaye                                                       | Hendaye                                    | Pyrénées-Atlantiques     | Nouvelle-Aquitaine         | inscrit    | « PA64000092 », notice no PA64000092 | 43° 21′ 32″ nord, 1° 46′ 28″ ouest  |                   |
| Église Saint-Fructueux d'Itxassou                                                           | Itxassou                                   | Pyrénées-Atlantiques     | Nouvelle-Aquitaine         | inscrit    | « PA00084411 », notice no PA00084411 | 43° 19′ 33″ nord, 1° 24′ 16″ ouest  |                   |
| Église Notre-Dame de l'Assomption de Louhossoa                                              | Louhossoa                                  | Pyrénées-Atlantiques     | Nouvelle-Aquitaine         | inscrit    | « PA64000095 », notice no PA64000095 | 43° 19′ 00″ nord, 1° 21′ 02″ ouest  |                   |
| Église Saint-Julien-d'Antioche d'Ossès                                                      | Ossès                                      | Pyrénées-Atlantiques     | Nouvelle-Aquitaine         | inscrit    | « PA64000096 », notice no PA64000096 | 43° 14′ 31″ nord, 1° 17′ 01″ ouest  |                   |
| Palais Sorrento dit Castet de l'Array                                                       | Pau                                        | Pyrénées-Atlantiques     | Nouvelle-Aquitaine         | inscrit    | « PA64000097 », notice no PA64000097 | 43° 17′ 49″ nord, 0° 20′ 13″ ouest  |                   |
| Monument aux morts de la Guerre 1914-1918 de Pau                                            | Pau                                        | Pyrénées-Atlantiques     | Nouvelle-Aquitaine         | inscrit    | « PA64000098 », notice no PA64000098 | 43° 17′ 37″ nord, 0° 22′ 21″ ouest  |                   |
| Église Saint-Étienne de Baïgorry                                                            | Saint-Étienne-de-Baïgorry                  | Pyrénées-Atlantiques     | Nouvelle-Aquitaine         | inscrit    | « PA64000099 », notice no PA64000099 | 43° 10′ 32″ nord, 1° 20′ 50″ ouest  |                   |
| Église Saint-Pierre de Saint-Pée-sur-Nivelle                                                | Saint-Pée-sur-Nivelle                      | Pyrénées-Atlantiques     | Nouvelle-Aquitaine         | inscrit    | « PA64000100 », notice no PA64000100 | 43° 21′ 18″ nord, 1° 33′ 04″ ouest  |                   |
| Château Gaston Phœbus                                                                       | Sauveterre-de-Béarn                        | Pyrénées-Atlantiques     | Nouvelle-Aquitaine         | inscrit    | « PA64000101 », notice no PA64000101 | 43° 23′ 52″ nord, 0° 56′ 28″ ouest  |                   |
| Église Notre-Dame-de-l'Assomption d'Uhart-Cize (Saint-Martin)                               | Uhart-Cize                                 | Pyrénées-Atlantiques     | Nouvelle-Aquitaine         | inscrit    | « PA64000102 », notice no PA64000102 | 43° 09′ 54″ nord, 1° 14′ 40″ ouest  |                   |
| Monument aux morts de la Guerre 1914-1918 d'Urrugne                                         | Urrugne                                    | Pyrénées-Atlantiques     | Nouvelle-Aquitaine         | inscrit    | « PA64000103 », notice no PA64000103 | 43° 21′ 44″ nord, 1° 41′ 57″ ouest  |                   |
| Rocher de Latour 2                                                                          | Latour-de-Carol                            | Pyrénées-Orientales      | Occitanie                  | inscrit    | « PA66000044 », notice no PA66000044 | 42° 27′ 49″ nord, 1° 53′ 35″ est    |                   |
| Café de la Loge                                                                             | Salses-le-Château                          | Pyrénées-Orientales      | Occitanie                  | inscrit    | « PA66000045 », notice no PA66000045 | 42° 50′ 03″ nord, 2° 55′ 10″ est    |                   |
| Maison des Ingénieurs                                                                       | Le Port                                    | La Réunion               | La Réunion                 | inscrit    | « PA97400123 », notice no PA97400123 | 20° 56′ 12″ sud, 55° 17′ 19″ est    |                   |
| Maison des Ingénieurs                                                                       | Le Port                                    | La Réunion               | La Réunion                 | inscrit    | « PA97400126 », notice no PA97400126 | 20° 56′ 17″ sud, 55° 17′ 18″ est    |                   |
| Maison des Ingénieurs                                                                       | Le Port                                    | La Réunion               | La Réunion                 | inscrit    | « PA97400125 », notice no PA97400125 | 20° 56′ 15″ sud, 55° 17′ 18″ est    |                   |
| Maison des Ingénieurs                                                                       | Le Port                                    | La Réunion               | La Réunion                 | inscrit    | « PA97400124 », notice no PA97400124 | 20° 56′ 14″ sud, 55° 17′ 18″ est    |                   |
| Poste centrale de Saint-Denis                                                               | Saint-Denis                                | La Réunion               | La Réunion                 | inscrit    | « PA97400128 », notice no PA97400128 | 20° 52′ 48″ sud, 55° 27′ 05″ est    |                   |
| Chemin des Anglais                                                                          | La Possession                              | La Réunion               | La Réunion                 | inscrit    | « PA97400129 », notice no PA97400129 | 20° 54′ 08″ sud, 55° 22′ 31″ est    |                   |
| Infrastructures ferroviaires de Saint-Denis et La Possession                                | La Possession                              | La Réunion               | La Réunion                 | inscrit    | « PA97400127 », notice no PA97400127 | 20° 53′ 48″ sud, 55° 22′ 34″ est    |                   |
| Aqueduc du Gol                                                                              | Saint-Louis                                | La Réunion               | La Réunion                 | inscrit    | « PA97400130 », notice no PA97400130 | 21° 16′ 15″ sud, 55° 26′ 21″ est    |                   |
| Pont suspendu de la Rivière de l'Est                                                        | Sainte-Rose                                | La Réunion               | La Réunion                 | inscrit    | « PA97400131 », notice no PA97400131 | 21° 07′ 26″ sud, 55° 44′ 53″ est    |                   |
| Château de Bagnols                                                                          | Bagnols                                    | Rhône                    | Auvergne-Rhône-Alpes       | classé     | « PA00117716 », notice no PA00117716 | 45° 55′ 00″ nord, 4° 36′ 31″ est    |                   |
| Sanctuaire de Fourvière                                                                     | 5e arrondissement de Lyon                  | Rhône                    | Auvergne-Rhône-Alpes       | classé     | « PA00117783 », notice no PA00117783 | 45° 45′ 45″ nord, 4° 49′ 21″ est    |                   |
| Château de La Motte                                                                         | 7e arrondissement de Lyon                  | Rhône                    | Auvergne-Rhône-Alpes       | inscrit    | « PA00117786 », notice no PA00117786 | 45° 44′ 41″ nord, 4° 51′ 09″ est    |                   |
| Greniers d'Abondance                                                                        | 1er arrondissement de Lyon                 | Rhône                    | Auvergne-Rhône-Alpes       | classé     | « PA00117876 », notice no PA00117876 | 45° 46′ 08″ nord, 4° 48′ 56″ est    |                   |
| Hôtel du Gouverneur militaire de Lyon                                                       | 6e arrondissement de Lyon                  | Rhône                    | Auvergne-Rhône-Alpes       | inscrit    | « PA69000051 », notice no PA69000051 | 45° 46′ 15″ nord, 4° 50′ 33″ est    |                   |
| Château de la Flachère                                                                      | Saint-Vérand                               | Rhône                    | Auvergne-Rhône-Alpes       | inscrit    | « PA00118062 », notice no PA00118062 | 45° 54′ 44″ nord, 4° 33′ 05″ est    |                   |
| Domaine du Château de Thil de Vauxrenard                                                    | Vauxrenard                                 | Rhône                    | Auvergne-Rhône-Alpes       | inscrit    | « PA69000052 », notice no PA69000052 | 46° 13′ 05″ nord, 4° 39′ 01″ est    |                   |
| Maison Jézéquel                                                                             | Saint-Pierre                               | Saint-Pierre-et-Miquelon | Saint-Pierre-et-Miquelon   | classé     | « PA97500010 », notice no PA97500010 | 46° 47′ 11″ nord, 56° 09′ 01″ ouest |                   |
| Lycée Bonaparte                                                                             | Autun                                      | Saône-et-Loire           | Bourgogne-Franche-Comté    | inscrit    | « PA00113150 », notice no PA00113150 | 46° 56′ 58″ nord, 4° 17′ 50″ est    |                   |
| Pseudo-temple d'Apollon                                                                     | Autun                                      | Saône-et-Loire           | Bourgogne-Franche-Comté    | classé     | « PA71000066 », notice no PA71000066 | 46° 57′ 01″ nord, 4° 18′ 14″ est    |                   |
| Château de Montperroux                                                                      | Grury                                      | Saône-et-Loire           | Bourgogne-Franche-Comté    | inscrit    | « PA71000069 », notice no PA71000069 | 46° 40′ 58″ nord, 3° 56′ 12″ est    |                   |
| Chapelle du Tronchy                                                                         | Iguerande                                  | Saône-et-Loire           | Bourgogne-Franche-Comté    | inscrit    | « PA71000070 », notice no PA71000070 | 46° 12′ 22″ nord, 4° 04′ 34″ est    |                   |
| Château de Morlet                                                                           | Morlet                                     | Saône-et-Loire           | Bourgogne-Franche-Comté    | inscrit    | « PA00113371 », notice no PA00113371 | 46° 57′ 12″ nord, 4° 30′ 29″ est    |                   |
| Nécropole d'Ormes-Simandre                                                                  | Ormes                                      | Saône-et-Loire           | Bourgogne-Franche-Comté    | classé     | « PA71000042 », notice no PA71000042 | 46° 36′ 41″ nord, 4° 57′ 09″ est    |                   |
| Ferme de La Train                                                                           | Romenay                                    | Saône-et-Loire           | Bourgogne-Franche-Comté    | classé     | « PA71000067 », notice no PA71000067 | 46° 32′ 00″ nord, 5° 06′ 38″ est    |                   |
| Ancienne tuilerie Perrusson-Desfontaines                                                    | Saint-Léger-sur-Dheune                     | Saône-et-Loire           | Bourgogne-Franche-Comté    | inscrit    | « PA71000072 », notice no PA71000072 | 46° 50′ 55″ nord, 4° 37′ 42″ est    |                   |
| Église Saint-Pierre de Senozan                                                              | Senozan                                    | Saône-et-Loire           | Bourgogne-Franche-Comté    | inscrit    | « PA71000071 », notice no PA71000071 | 46° 23′ 52″ nord, 4° 51′ 41″ est    |                   |
| Enceinte fortifiée de Bourg-le-Roi, fossés et motte féodale                                 | Bourg-le-Roi                               | Sarthe                   | Pays de la Loire           | inscrit    | « PA00109692 », notice no PA00109692 | 48° 20′ 53″ nord, 0° 08′ 02″ est    |                   |
| Logis de Biard et sa grange                                                                 | Chevillé                                   | Sarthe                   | Pays de la Loire           | inscrit    | « PA72000046 », notice no PA72000046 | 47° 56′ 58″ nord, 0° 12′ 23″ ouest  |                   |
| Cathédrale Saint-Pierre de Moûtiers                                                         | Moûtiers                                   | Savoie                   | Auvergne-Rhône-Alpes       | inscrit    | « PA00118283 », notice no PA00118283 | 45° 29′ 00″ nord, 6° 32′ 01″ est    |                   |
| Lavoir de Marles-en-Brie                                                                    | Marles-en-Brie                             | Seine-et-Marne           | Île-de-France              | inscrit    | « PA77000028 », notice no PA77000028 | 48° 43′ 56″ nord, 2° 52′ 54″ est    |                   |
| Lavoir de Marles-en-Brie                                                                    | Marles-en-Brie                             | Seine-et-Marne           | Île-de-France              | inscrit    | « PA77000033 », notice no PA77000033 | 48° 43′ 56″ nord, 2° 52′ 54″ est    |                   |
| Ancien presbytère de Sainte-Croix-sur-Buchy                                                 | Sainte-Croix-sur-Buchy                     | Seine-Maritime           | Normandie                  | inscrit    | « PA76000099 », notice no PA76000099 | 49° 33′ 51″ nord, 1° 21′ 02″ est    |                   |
| Maison                                                                                      | Amiens                                     | Somme                    | Hauts-de-France            | inscrit    | « PA80000078 », notice no PA80000078 | 49° 53′ 03″ nord, 2° 19′ 24″ est    |                   |
| Église Saint-Martin de Franleu                                                              | Franleu                                    | Somme                    | Hauts-de-France            | inscrit    | « PA80000079 », notice no PA80000079 | 50° 05′ 54″ nord, 1° 38′ 21″ est    |                   |
| Château d'Havernas                                                                          | Havernas                                   | Somme                    | Hauts-de-France            | inscrit    | « PA80000080 », notice no PA80000080 | 50° 02′ 08″ nord, 2° 13′ 57″ est    |                   |
| Magasins de la Rue Jules Barni                                                              | Mers-les-Bains                             | Somme                    | Hauts-de-France            | inscrit    | « PA80000081 », notice no PA80000081 | 50° 04′ 04″ nord, 1° 23′ 13″ est    |                   |
| Église Saint-Martin de Millencourt-en-Ponthieu                                              | Millencourt-en-Ponthieu                    | Somme                    | Hauts-de-France            | inscrit    | « PA80000082 », notice no PA80000082 | 50° 09′ 12″ nord, 1° 53′ 47″ est    |                   |
| Église Saint-Martin de Regnière-Écluse                                                      | Regnière-Écluse                            | Somme                    | Hauts-de-France            | inscrit    | « PA80000083 », notice no PA80000083 | 50° 16′ 45″ nord, 1° 46′ 07″ est    |                   |
| Église Saint-Vincent de Saint-Maxent                                                        | Saint-Maxent                               | Somme                    | Hauts-de-France            | inscrit    | « PA80000084 », notice no PA80000084 | 50° 00′ 21″ nord, 1° 43′ 48″ est    |                   |
| Église Saint-Martin d'Yvrench                                                               | Yvrench                                    | Somme                    | Hauts-de-France            | inscrit    | « PA80000085 », notice no PA80000085 | 50° 10′ 43″ nord, 2° 00′ 12″ est    |                   |
| Château d'Aguts                                                                             | Aguts                                      | Tarn                     | Occitanie                  | inscrit    | « PA00095663 », notice no PA00095663 | 43° 31′ 46″ nord, 1° 55′ 25″ est    |                   |
| Château de Bellevue                                                                         | Albi                                       | Tarn                     | Occitanie                  | inscrit    | « PA81000044 », notice no PA81000044 | 43° 55′ 12″ nord, 2° 09′ 26″ est    |                   |
| Maison Pradier                                                                              | Lavaur                                     | Tarn                     | Occitanie                  | inscrit    | « PA81000045 », notice no PA81000045 | 43° 41′ 35″ nord, 1° 48′ 50″ est    |                   |
| Chapelle Saint-Pierre                                                                       | Beaupuy                                    | Tarn-et-Garonne          | Occitanie                  | inscrit    | « PA82000035 », notice no PA82000035 | 43° 49′ 02″ nord, 1° 07′ 09″ est    |                   |
| Église Saint-Martin de Moissac                                                              | Moissac                                    | Tarn-et-Garonne          | Occitanie                  | inscrit    | « PA00095787 », notice no PA00095787 | 44° 06′ 06″ nord, 1° 04′ 31″ est    |                   |
| Gare de Belfort                                                                             | Belfort                                    | Territoire de Belfort    | Bourgogne-Franche-Comté    | inscrit    | « PA90000015 », notice no PA90000015 | 47° 38′ 01″ nord, 6° 51′ 14″ est    |                   |
| Château de Grosbois                                                                         | Boissy-Saint-Léger                         | Val-de-Marne             | Île-de-France              | classé     | « PA00079849 », notice no PA00079849 | 48° 44′ 07″ nord, 2° 31′ 39″ est    |                   |
| Château de Peirsec de Belgentier                                                            | Belgentier                                 | Var                      | Provence-Alpes-Côte d'Azur | inscrit    | « PA83000030 », notice no PA83000030 | 43° 14′ 40″ nord, 5° 59′ 54″ est    |                   |
| Église Notre-Dame de l'Assomption de Callian                                                | Callian                                    | Var                      | Provence-Alpes-Côte d'Azur | inscrit    | « PA83000031 », notice no PA83000031 | 43° 37′ 23″ nord, 6° 45′ 16″ est    |                   |
| Couvent des Capucins de Draguignan                                                          | Draguignan                                 | Var                      | Provence-Alpes-Côte d'Azur | inscrit    | « PA83000032 », notice no PA83000032 | 43° 32′ 32″ nord, 6° 27′ 51″ est    |                   |
| Chapelle Saint-Hermentaire                                                                  | Draguignan                                 | Var                      | Provence-Alpes-Côte d'Azur | classé     | « PA00081790 », notice no PA00081790 | 43° 31′ 44″ nord, 6° 27′ 17″ est    |                   |
| Tour de l'Horloge de La Roquebrussanne                                                      | La Roquebrussanne                          | Var                      | Provence-Alpes-Côte d'Azur | inscrit    | « PA83000033 », notice no PA83000033 | 43° 20′ 24″ nord, 5° 58′ 36″ est    |                   |
| Fort du Grand Saint-Antoine                                                                 | Toulon                                     | Var                      | Provence-Alpes-Côte d'Azur | inscrit    | « PA83000034 », notice no PA83000034 | 43° 08′ 39″ nord, 5° 54′ 59″ est    |                   |
| Jardin de rocaille de la maison Noble                                                       | Toulon                                     | Var                      | Provence-Alpes-Côte d'Azur | inscrit    | « PA83000036 », notice no PA83000036 | 43° 06′ 33″ nord, 5° 56′ 23″ est    |                   |
| Tour Beaumont                                                                               | Toulon                                     | Var                      | Provence-Alpes-Côte d'Azur | inscrit    | « PA83000035 », notice no PA83000035 | 43° 09′ 00″ nord, 5° 55′ 46″ est    |                   |
| Église Notre-Dame-de-l'Immaculée-Conception des Valayans                                    | Pernes-les-Fontaines                       | Vaucluse                 | Provence-Alpes-Côte d'Azur | inscrit    | « PA84000069 », notice no PA84000069 | 43° 58′ 50″ nord, 4° 58′ 11″ est    |                   |
| Château de L'Hermenault                                                                     | L'Hermenault                               | Vendée                   | Pays de la Loire           | inscrit    | « PA00110138 », notice no PA00110138 | 46° 31′ 25″ nord, 0° 52′ 56″ ouest  |                   |
| Église Sainte-Croix                                                                         | Migné-Auxances                             | Vienne                   | Nouvelle-Aquitaine         | inscrit    | « PA86000049 », notice no PA86000049 | 46° 37′ 35″ nord, 0° 18′ 41″ est    |                   |
| Église Notre-Dame de Chasseignes de Mouterre-Silly                                          | Mouterre-Silly                             | Vienne                   | Nouvelle-Aquitaine         | classé     | « PA00105560 », notice no PA00105560 | 46° 58′ 06″ nord, 0° 01′ 51″ est    |                   |
| Museumotel                                                                                  | Raon-l'Étape                               | Vosges                   | Grand Est                  | classé     | « PA88000055 », notice no PA88000055 | 48° 24′ 30″ nord, 6° 50′ 52″ est    |                   |
| Église Saint-Joseph                                                                         | Le Tholy                                   | Vosges                   | Grand Est                  | inscrit    | « PA88000056 », notice no PA88000056 | 48° 04′ 58″ nord, 6° 44′ 36″ est    |                   |
| Château de Looze                                                                            | Looze                                      | Yonne                    | Bourgogne-Franche-Comté    | inscrit    | « PA00113732 », notice no PA00113732 | 47° 59′ 41″ nord, 3° 26′ 14″ est    |                   |
| Maisons expérimentales de Jean Daladier                                                     | Saint-Julien-du-Sault                      | Yonne                    | Bourgogne-Franche-Comté    | classé     | « PA89000055 », notice no PA89000055 | 48° 03′ 13″ nord, 3° 15′ 57″ est    |                   |
| Église Saint-Savinien-le-Jeune                                                              | Sens                                       | Yonne                    | Bourgogne-Franche-Comté    | inscrit    | « PA89000057 », notice no PA89000057 | 48° 11′ 55″ nord, 3° 17′ 39″ est    |                   |
| Palais archiépiscopal                                                                       | Sens                                       | Yonne                    | Bourgogne-Franche-Comté    | classé     | « PA00113852 », notice no PA00113852 | 48° 11′ 51″ nord, 3° 17′ 03″ est    |                   |
| Château de Beynes                                                                           | Beynes                                     | Yvelines                 | Île-de-France              | classé     | « PA00087370 », notice no PA00087370 | 48° 51′ 23″ nord, 1° 52′ 29″ est    |                   |
| Chapelle de Moulineaux                                                                      | Poigny-la-Forêt                            | Yvelines                 | Île-de-France              | inscrit    | « PA78000035 », notice no PA78000035 | 48° 40′ 02″ nord, 1° 43′ 28″ est    |                   |
| Château de Thoiry                                                                           | Thoiry                                     | Yvelines                 | Île-de-France              | inscrit    | « PA00087655 », notice no PA00087655 | 48° 51′ 50″ nord, 1° 47′ 46″ est    |                   |

## Radiations
- Hautes-Alpes, Abriès : vieille halle
- Charente-Maritime, Bords : moulin à vent de La Groie-Quetier
- Haute-Garonne, Toulouse : hôtel de Rivière
- Loire-Atlantique : 
  - Fay-de-Bretagne : croix du Grand Mérimont
  - Piriac-sur-Mer : croix de Pen-ar-Ran
- Morbihan : 
  - La Chapelle-Neuve : manoir de Kerbourvellec
  - Locqueltas : puits du presbytère
  - Quéven : chapelle de la Trinité
- Bas-Rhin, Strasbourg : oriel de la maison du 20 rue d'Austerlitz
- Tarn-et-Garonne : 
  - Castelsarrasin : stèle, 22 boulevard Marceau-Faure
  - Moissac : colombier de l'hippodrome de Castanet
  - Lacapelle-Livron : maison du XVe siècle
  - Saint-Antonin-Noble-Val : bas-relief gallo-romain de l'immeuble, 56 boulevard du Docteur-Benet
- Haute-Vienne, Saint-Germain-les-Belles : maison de la Gourgauderie